# Liste der Werke von Hanns Eisler
Dieser Artikel umfasst die wichtigsten Werke des Komponisten Hanns Eisler.

## Werke (Auswahl)
Die Zusammenstellung basiert auf den Verzeichnissen:
- International Music Score Library Project List of works by Hanns Eisler
- Konrad Boehmer, Herbert Hübner: Eisler, Hanns. In: Die Musik in Geschichte und Gegenwart. 1. Auflage, Bd. 16. Bärenreiter, Kassel u. a. 1976, Sp. 32–35.
- Thomas Ahrend: Eisler, Hanns. In: Musik in Geschichte und Gegenwart. 2. Auflage, Personenteil Bd. 6. Bärenreiter, Kassel u. a. 2001, S. 189–194.

### A. Vokalmusik

#### Werke für Soli, Chor und Orchester
- Tempo der Zeit (Weber), Rundfunkkantate, für Alt, Bass, Sprecher, gemischten Chor und kleines Orchester op. 16 (1929), Klavierauszug Wien 1930
- Kalifornische Ballade (Ernst Ottwalt), Rundfunk-Erzählung für Tenor, Bariton, Chor und Orchester op. 47 (1932–1934), Manuskript
- Lenin (Brecht), Requiem für Alt, Bariton, Chor und Orchester (1937), Leipzig 1970 (LK 3)
- Die Mutter (Brecht nach Maxim Gorkij), Kantate für Mezzosopran, Bariton, mehrere Sprecher, Chor und 2 Klaviere (1949), Leipzig 1974
- Lied über den Frieden (Ernst Fischer) für Mezzosopran, Bariton, Chor und Orchester (1949/1958), Berlin 1949 (LK 10)
- Lied über die Gerechtigkeit (Walter Fischer) für Mezzosopran, Bariton, Chor und Ensemble (1949) (LK 4)
- Mitte des Jahrhunderts (Johannes R. Becher) Kantate für Sopran-Solo, Chor und Orchester (1950) (teilweise in: LK 6)
- Neue deutsche Volkslieder (Johannes R. Becher) für Gesang (Chor) und verschiedene Besetzungen (1950/1957/1958), Berlin 1950 (EGW 1/18)
- Bilder aus der „Kriegsfibel“ (Brecht), Kantate für Sopran, Tenor, Bariton, Männerchor und Ensemble (1957) (LK 10)
- Deutsche Symphonie (Brecht/Eisler nach Ignazio Silone) für Mezzosopran, Bariton, Bass, 2 Sprecher, gemischten Chor und Orchester (1935–1958) (Vokalsätze teilweise in: LK 3)

#### Chor a cappella
- 3 Männerchor (Heinrich Heine) op. 10 (1925), Wien 1929 (LK 5)
- 4 Stücke (Hanns Eisler) für gemischten Chor, kleine Trommel, Becken ad lib. op. 13 (1928), Wien 1929 (LK 5)
- 2 Männerchöre (anonym aus dem 16. Jh. / Eisler) op. 14 (1928), Wien 1929
- Auf den Straßen zu singen (David Weber) für gemischten Chor op. 15 (1928), Wien 1929 (LK 5)
- 2 Männerchöre (Joe Hill / Weber) op. 17 (1929), Wien 1929 (LK 5)
- 2 Stücke (anonym) für Männerchor op. 19 (1929), Wien 1930
- 2 Stücke (Bertolt Brecht / Eisler) für gemischten Chor op. 21 (1930), Wien 1931
- Gegen den Krieg (Brecht), Thema und Variationen für Chor a cappella op. 55 (1936/41), Leipzig 1958 (LK 3)
- Woodbury-Liederbüchlein (verschiedene Textdichter) für Frauenchor/Kinderchor a cappella (1941), Leipzig 1964 (LK 6)
- Canon auf den 60. Geburtstag Lion Feuchtwangers für 4stimmigen Gesang a cappella (1944), Manuskript
- 6 Kanons (verschiedene Textdichter) für 2–4stimmigen Gesang a cappella (1931–1953) (LK 6)
- Eigenheiten und Eigenschaften (Goethe), Kanon für 3St. Gesang a cappella (1960). In: Musik und Gesellschaft 10, 1960, H. 3, Beil

#### Solo-Gesang mit Orchester-Begleitung
- Gesang des Abgeschiedenen (nach altjapanischen Gedichten) für Alt und Kammerorchester (1918), Manuskript
- 3 Lieder (Li-Tai-Pe/Oshen/Klabund) für mittlere Stimme und Kammerorchester (1919), Manuskript
- Glückliche Fahrt (Goethe) für Sopran und Orchester (1946–1949) (Klavierauszug in: LK 2)
- Nationalhymne der DDR (Becher) für Gesang und verschiedene Besetzungen (1949), Leipzig 1949
- Rhapsodie (Goethe) für Sopran und Orchester (1949), Leipzig 1950
- Die Teppichweber von Kujan-Bulak (Brecht) Kantate für Mezzosopran und Orchester (1957), Leipzig 1970 (LK 4)
- Das Vorbild (Goethe), Triptychon für Alt und Orchester (1952–1959), Leipzig 1970 (LK 4)

#### Solo-Gesang mit Ensemble-Begleitung
- „Wenn es nur einmal so ganz stille wäre…“ (Rainer M.Rilke) für Alt, Violine, Viola und Violoncello (1918), Manuskript
- Palmström (Christian Morgenstern) für Sprechstimme, Flöte, Klarinette, Violine, Viola und Violoncello op. 5 (1924), Wien 1926 (LK 6)
- Tagebuch des Hanns Eisler (Eisler), Kantate für Sopran, Mezzosopran, Alt, Tenor, Violine und Klavier op. 9 (1926), Wien 1927
- 4 Balladen (Bruno Traven/Kurt Tucholsky/Anna Gmeiner/Julian Arendt) für Gesang (auch Männerchor) und verschiedene Ensemble op. 22 (1929/30), Einzelausgaben Berlin 1931 und Berlin 1933 (teilweise in: LK 5)
- Solidaritätslied (Brecht; aus der Musik zum Film Kuhle Wampe oder Wem gehört die Welt?) für Gesang und verschiedene Besetzungen (1931), Berlin 1932 u. a. (Klavierauszug: LK 2)
- Lied des Kampfbundes (Erich Weinert) für Gesang, Altsaxophon, Trompete, Posaune, Schlagzeug, Banjo und Klavier (1932), Gesangsst. Berlin 1961
- „Die den Mund aufhatten“ (Silone), Kantate für Gesang, 2 Klarinetten, Viola und Violoncello (1937) (LK 4, EGW 1/10)
- Die Gottseibeiuns-Kantate (Brecht) für Gesang (Kinderchor) und Klavier/Streichquartett (1937) (LK 1 [Fassung für Gesang und Klavier], EGW 1/10)
- Die römische Kantate (Silone) für Gesang, 2 Klarinetten, Viola und Violoncello (1937) (LK 4, EGW 1/10)
- Die Weißbrot-Kantate (Silone) für Gesang, 2 Klarinetten, Viola und Violoncello (1937) (EGW 1/10)
- Die Zuchthaus-Kantate (Text vermutlich von Eisler) für Gesang, 2 Klarinetten, Viola und Violoncello (1937) (EGW 1/10)
- Kantate auf den Tod eines Genossen (Silone) für Gesang, 2 Klarinetten (Fassung 1949: Flöte, Klarinette), Viola und Violoncello (1937/1949), Wien 1972 (LK 2 [KlA], EGW 1/10)
- Kriegskantate (Silone) für Gesang, 2 Klarinetten, Viola und Violoncello (1937), Wien 1972 (EGW 1/10)
- „Man lebt von einem Tage zu dem andern“ (Silone), Kantate für Gesang, 2 Klarinetten, Viola und Violoncello (1937), Wien 1972 (EGW 1/10)
- Nein (Silone), Kantate für Gesang und Streichquartett (1937) (LK 4, EGW 1/10)
- Bettellied (Brecht) für Gesang, Violine und Violoncello oder Gesang und Klavier (1937) (LK 1)
- Zwei Sonette (Brecht) für Alt, Klarinette und Bassklarinette (1937) (Klavier-Übtragung: LK 1)
- Kantate zu Herrn Meiers erstem Geburtstag (Sylvia und Joachim Schumacher/Harry Robin/H. und Lou Eisler) für Gesang, Viola und Klavier (1938) (EGW 1/10)
- Friedenslied (Brecht nach Pablo Neruda) für Gesang, Klarinette, Banjo/elektrische Gitarre, Klavier und Kontrabass (1950) (LK 4)
- Legende von der Entstehung des Buches Taoteking auf dem Wege in die Emigration (Brecht) für Gesang und Klavier (1957) (LK 4, EGW 1/10)
- Ohne Kapitalisten geht es besser/Sputnik (Kuba) für Gesang und verschiedene Besetzungen (1957), Berlin 1958 (EGW 1/18)
- Ernste Gesänge (Friedrich Hölderlin / Berthold Viertel / Giacomo Leopardi / Helmut Richter / Stephan Hermlin) für Bariton und Streichorchester (1939–1962), Leipzig 1963 (LK 10)

#### Lieder
- Galgenlieder (Morgenstern) (1917), Manuskript
- Unter Feinden (Friedrich Nietzsche) (1918), Manuskript
- „Ich habe die Ladung gehabt“ (Rabindranath Tagore) (1918), Manuskript
- 6 Lieder (Matthias Claudius / Hans Bethge / Klabund) op. 2 (1922–23), Wien 1925 (LK 1 und 5 passim, EGW 1/16)
- Zeitungsausschnitte (anonym/Jaroslav Hasek/Erwin Ratz) für Gesang und Klavier op. 11 (1925–1927), Wien 1929 (EGW 1/16)
- Ballade vom Soldaten (Brecht) (1928) (LK 1)
- Der rote Wedding (Weinert) (1929), München 1937 (LK 5)
- Komintern (Franz Jahnke / Maxim Vallentin) / Lied der Werktätigen (Stephan Hermlin) (1929/1949/1957), Berlin 1929 u. a. (LK 1)
- Stempellied (Weber) (1929/1958), Berlin 1931 u. a.
- Was möchtst du nicht (aus: Des Knaben Wunderhorn) (1929) (EGW 1/16)
- Der heimliche Aufmarsch (Weinert) (1930), Berlin 1931 u. a.
- In Weißensee (Tucholsky) (1930) (LK 9)
- „Wenn die Igel in der Abendstunde“ (Tucholsky) (1930) (LK 9)
- Balladenbuch (Weber/Brecht/Walter Mehring) op. 18 (1931), Wien 1931 und Wien 1932 (6 Einzeldrucke: op. 18, 1–6; teilweise bearbeitet für Gesang und Ensemble)
- Pesnja krastiych letcikov (Lied der roten Flieger) (Semeon Kirsanov) (1931), München 1932
- 4 Wiegenlieder (für Arbeitermütter) (Brecht) op. 33 (1932), Paris 1934 (LK 1)
- Histoire du cheval (Jacques Prévert) für 2-stimmigen Gesang und Klavier (1933)
- Das Saarlied (Brecht) (1934). In: Unsere Zeit, 1934, H. 11 (= Saar-Sonderheft)
- Einheitsfrontlied (Brecht) (1934), Paris [1935] u. a. (LK 1)
- Ballade von der Judenhure Marie Sanders (Brecht) (1935) (LK 2)
- Hammer und Sichel (Brecht) (1935), München [1937] und Berlin 1950 (LK 1)
- Krieg eurem Krieg (Brecht) (1935), München 1937
- Resolution (Brecht) (1935/1956), Madrid 1937 (LK 6)
- Himne per a l’Olimpiada Popular (Joseph M. a de Sagarra) (1936), Barcelona 1936
- Mother Bloor: A Song (Kenneth Hunter) (1936), New York 1936
- Deutsches Lied 1937 (Brecht) (1936), München 1937 (LK 1)
- Das Lied vom 7. Januar (Ludwig Renn) (1937) (LK 5)
- Der Pflaumenbaum (Brecht) (1937) (EGW 1/16)
- Der Räuber und sein Knecht (Brecht) (1937) (LK 2)
- Lied des Schiffsjungen (Margarete Steffin) (1937), Manuskript
- Marcha del 5° Regimento (José H. Petere) (1937), Madrid 1937
- Spanisches Liedchen 1937 (Brecht) (1937) (LK 2)
- Ulm 1592 (Brecht) (1937) (LK 1)
- Zwei Elegien (Brecht) (1937), Wien 1945 (LK 1, EGW 1/16)
- 3 Songs for the Madison Square Garden (Hoffman R. Hays) (1938), Manuskript
- 8 Lieder (Brecht/William Shakespeare/anonym/Eduard Mörike) (1939/40) (LK 1 passim, EGW 1/16)
- Hollywooder Liederbuch (verschiedene Textdichter) (1942/43), (LK 1, 2, 6 passim [Ausw.], EGW 1/16)
- Lied einer deutschen Mutter (Brecht) (1943) (LK 2)
- Mark Brandenburg, du sandige (Robert Gilbert) (1946), Manuskript
- Die Pappel vom Karlsplatz (Brecht) (1950) (LK 4)
- Du, Deines Volks der Beste (Becher) (1950), Manuskript
- Lied für Bukarest (Hermlin) (1953) (EGW 1/18)
- Ardens sed virens (Brecht) (1954) (LK 2)
- Und es sind die finstern Zeiten (Brecht) (1954) (LK 2, EGW 1/16)
- Von der Freundlichkeit der Welt (Brecht) (1954) (LK 1, EGW 1/16)
- Was ich dort gelebt (Goethe) (1954) (EGW 1/16)
- Neue Lieder 1955–1956 (verschiedene Textdichter) (LK 2 passim, EGW 1/16)
- Wie der Wind weht (Brecht) (1955) (LK 2, EGW 1/16)
- Wienerlied (anonym) (1955) (LK 2, EGW 1/16)
- Der Smokingmann (Tucholsky) (1956) (LK 9)
- Ideal und Wirklichkeit (Tucholsky) (1956) (LK 9)
- Lied der Tankisten (Weinert) (1956), Berlin 1956 (mit Ensemblebegleitung: LK 5)
- Printemps allemand (Karl Kraus) (1956) (LK 2, EGW 1/16)
- Ballade vom Kreuzzug (Kuba) (1957), Berlin 1957
- Genesung (Becher) (1957) (EGW 1/16)
- 4 Kinderlieder (Brecht) (1935–1958) (LK 5)
- An die Ewig-Gestrigen (Klabund) (1958), Manuskript
- An die Nachgeborenen (Brecht) (1958) (EGW 1/16)
- Die Krücken (Brecht) (1958), Manuskript
- Freiheit und Democracy (Brecht) (1958), Manuskript (Fragment)
- Über die Elbe (Erich Brehm) (1958) (EGW 1/18)
- Steht auf (Hermlin) (1958) (EGW 1/18)
- Feldfrüchte (Tucholsky) (1930/1959) (LK 9)
- Couplet für die Bier-Abteilung (Tucholsky) (1959) (LK 9)
- Der Groschen (Rose Nyland) (1959), Manuskript
- Einigkeit und Recht und Freiheit (Tucholsky) (1959) (LK 9)
- Olle Kamellen (Tucholsky) (1959) (LK 9)
- Rückkehr zur Natur (Tucholsky) (1959) (LK 9)
- Mutterns Hände (1929) (Tucholsky) (1959) (LK 9)
- Um meine Weisheit unbekümmert (Hölderlin) (1959) (LK 5, EGW 1/16)
- Der Graben (Tucholsky) (1959–1961) (LK 9)
- Der Pflaumenbaum (Brecht) (1960) (LK 6, EGW 1/16)
- Die Nachfolgerin (Tucholsky) (1960) (EGW 1/18)
- Wir siegen (Brehm) (1960), Berlin 1960
- Aber ausgerechnet den? (Weinert) (1961), Berlin 1975
- Deutsches Lied (1923) (Tucholsky) (1961) (LK 9)
- Die Wasser fuhren zu Tale (Hermlin) (1961) (EGW 1/18)
- Lied der Pflastersteine (Weinert) (1961), Leipzig 1972
- Motto (Auf einen chinesischen Theewurzellöwen) (Brecht) (1961) (LK 6, EGW 1/16)

### B. Bühnenwerke

#### Musiktheater
- Hundertfünfzig Mark (Weber), Opernfragm. (1927–1929)
- Die Maßnahme (Brecht), Lehrstück für Tenor, 3 Sprecher, gemischten Chor, 3 Trompeten, 2 Hörner, 2 Posaunen, Schlagzeug und Klavier op. 20 (13. Dez. 1930 Berlin), Klavierauszug Wien 1931
- Die Mutter (Brecht nach M. Gorkij), Musiktheater (17. Jan. 1932 Berlin / 19. Nov. 1935 New York / 12. Jan. 1951 Berlin) (LK 7)
- Die Rundköpfe und die Spitzköpfe (Brecht), Musiktheater op. 45 (4. Nov. 1936 Kopenhagen [Bearb. von Borge Roger-Henrichsen]; 21. Okt. 1962 Hannover) (Klavierauszug teilweise in: LK 1–3 passim)
- Goliath (Brecht), Opernfragment (1937–1944)
- Galileo/Leben des Galilei (Brecht), Musiktheater (31. Juli 1947 Los Angeles / 7. Dez. 1947 New York / 8. Juni 1956 Wien / 15. Jan. 1957 Berlin) (teilweise in: LK 4)
- Höllenangst (Johann N. Nestroy), Posse mit Musik (16. Sept. 1948 Wien), Ouvertüre (unter dem Titel Ouvertüre zu einem Lustspiel) Leipzig 1951
- Johann Faustus (Eisler), Opernfragment, Libretto Berlin 1952
- Schweyk im zweiten Weltkrieg (Brecht) (17. Jan. 1957 Warschau; 22. Mai 1959 Frankfurt am Main; Okt. 1961 Paris) (LK 8)

#### Bühnenmusik
- Heimweh (Franz Jung) (8. Jan. 1928 Berlin)
- Hallo, Kollege Jungarbeiter (Maxim Vallentin) (31. März 1928 Chemnitz), verschollen
- Kalkutta, 4. Mai (Lion Feuchtwanger) (12. Juni 1928 Berlin)
- Dantons Tod (Georg Büchner) (31. Aug. 1929 Berlin)
- Der Kaufmann von Berlin (Walter Mehring) (6. Sept. 1929 Berlin)
- Die letzte Nacht (nach: Die letzten Tage der Menschheit von Karl Kraus) (15. Jan. 1930 Berlin)
- Heer ohne Helden (Anna Gmeiner) (26. Jan. 1930 Berlin)
- Kamrad Kasper (Paul Schurek) (1. April 1932 Berlin)
- Draw the Fires (Ernst Toller) (11. Febr. 1935 Manchester)
- Night Music (Clifford Odets) (22. Febr. 1940 New York)
- Medicine Show (Oscar Saul / Hoffman R. Hays) (12. Apr. 1940 New York)
- The Private Life of the Master Race (Furcht und Elend des dritten Reiches) (Brecht) (12. Juni 1945 New York) (LK 6)
- Eulenspiegel oder Schabernack über Schabernack (Nestroy) (1. Apr. 1953 Wien)
- Katzgraben (Erwin Strittmatter) – Regie: Bertolt Brecht (Berliner Ensemble) (23. Mai 1953 Berlin) (teilweise [unter dem Titel 4 Szenen auf dem Lande] in: LK 6)
- Volpone (Ben Johnson/Brecht) (2. Sept. 1953 Wien)
- Lysistrata (Leo Greiner nach Aristophanes) (27. Nov. 1953 Wien)
- Hamlet (William Shakespeare) (9. Sept. 1954 Wien)
- Winterschlacht (Johannes R. Becher) – Regie: Bertolt Brecht/Manfred Wekwerth (Berliner Ensemble) (12. Jan. 1955 Berlin)
- Theaterg’schichten (Johann Nestroy) – Regie: Emil Stöhr (Deutsches Theater Berlin) (2. März 1955 Berlin)
- Die erste Reiterarmee (Wsewolod Wischnewski) (21. Febr. 1956 Berlin)
- Der Held der westlichen Welt (John Millington Synge/Peter Hacks) – Regie: Manfred Wekwerth / Peter Palitzsch (Berliner Ensemble) (11. Mai 1956 Berlin)
- Tage der Kommune (Brecht) – Regie: Manfred Wekwerth / Joachim Tenschert (Berliner Ensemble) (17. Nov. 1956 Karl-Marx-Stadt) (teilweise in: LK 6)
- Die Gesichte der Simone Machard (Brecht) (8. März 1957 Frankfurt am Main) (teilweise in: LK 5)
- Leben des Galilei (Bertolt Brecht) – Regie: Erich Engel (Berliner Ensemble) (1957)
- Sturm (Vladimir N. Bill-Belozerkovskij) (3. Dez. 1957 Berlin)
- Schwitzbad (Vladimir Majakovskij) (2. Febr. 1959 Berlin) (teilweise [Marsch der Zeit] in: LK 5)
- Wilhelm Tell (Friedrich Schiller) – Regie: Wolfgang Langhoff (Deutsches Theater Berlin) (10. März 1962 Berlin)

### C. Filmmusik
- Opus III (Regie: Walter Ruttmann) (1927)
- Niemandsland (zusammen mit Kurt Schröder) (Regie: Victor Trivias) (1931)
- Kuhle Wampe oder Wem gehört die Welt? (Regie: Slatan Dudow) (1932)
- Pesn o Gerojach (Heldenlied) (Regie: Joris Ivens) (1932)
- Dans les Rues (Regie: Victor Trivias) (1933)
- Le grand Jeu (dt.: Eines Nachts in Marokko) (Regie: Jacques Feyder) (1933/34)
- Nieuwe Granden (Regie: Joris Ivens) (1933/34)
- Abdul the Damned (Regie: Karl Grüne) (1935)
- The 400 Million (Regie: Joris Ivens) (1938/39)
- Pete Roleum and His Cousins (Regie: Joseph Losey) (1939)
- The Living Land (Regie: Helen Hill) (1939)
- A Child Went Forth (Regie: Joseph Losey) (1940)
- White Flood (Regie: Osgood Fields) (1940)
- The Forgotten Village (Regie: Herbert Kline) (1941)
- Regen (Stummfilm, Holland 1929; Regie: Joris Ivens) (1941)
- Hangmen Also Die (dt.: Auch Henker sterben) (Regie: Fritz Lang) (1942/43)
- None But the Lonely Heart (Regie: Clifford Odets) (1944)
- Jealousy (Regie: Gustav Machaty) (1945)
- Spanish Main (dt.: Die Seeteufel von Cartagena) (Regie: Frank Borzage) (1945)
- Deadline at Dawn (Regie: Harold Clurman) (1945/46)
- A Scandal in Paris (Regie: Douglas Sirk) (1946)
- The Woman on the Beach (dt.: Die Frau am Strand) (Regie: Jean Renoir) (1946/47)
- So Well Remembered (Regie: Edward Dmytryk) (1947)
- Koizovka trojka (dt.: Treff As bzw. Kreuz drei) (Regie: Vaclav Gajer) (1948)
- Unser täglich Brot (Regie: Slatan Dudow) (1949)
- Der Rat der Götter (Regie: Kurt Maetzig) (1949/50)
- Wilhelm Pieck – Das Leben unseres Präsidenten (Regie: Andrew Thorndike) (1950/51)
- Frauenschicksale (Regie: Slatan Dudow) (1952)
- Schicksal am Lenkrad (Regie: Aldo Vergano) (1953/54)
- Bel Ami (Regie: Louis Daquin) (1955)
- Herr Puntila und sein Knecht Matti (Regie: Alberto Cavalcanti) (1955)
- Nuit et Brouillard (dt.: Nacht und Nebel) (Regie: Alain Resnais) (1955)
- Les Sorcières de Salem (dt.: Die Hexen von Salem) (Regie: Raymond Rouleau) (1957)
- Geschwader Fledermaus (Regie: E. Engel) (1958)
- Das verlorene Gesicht (Regie: Erich-Alexander Winds) (1958)
- La rabouilleuse (dt.: Trübe Wasser) (Regie: Louis Daquin) (1959/60)
- Aktion J (Regie: Walter Heynowski) (1961)
- Esther (Regie: Robert Trösch) (1962)

### D. Instrumentalmusik

#### Orchesterwerke
- Suite für Orchester Nr. 1 op. 23 (1930), Manuskript
- Suite für Orchester Nr. 2 (Niemandsland) op. 24 (1931), Manuskript
- Suite für Orchester Nr. 3 (Kuhle Wampe) op. 26 (1931/1937), Manuskript, 1937 bei den Weltmusiktagen der Internationalen Gesellschaft für Neue Musik (ISCM World Music Days) in Paris aufgeführt[1][2]
- Kleine Sinfonie op. 29 (1931/32), München 1937 und Berlin 1962
- Suite für Orchester Nr. 4 (Die Jugend hat das Wort) op. 30 (1932), Manuskript
- Suite für Orchester Nr. 5 (Dans les Rues) op. 34 (1933), Leipzig 1977 (EGW 2/3)
- Suite für Orchester Nr. 6 (Le grand Jeu) op. 40 (1933/34), Leipzig 1977 (EGW 2/3)
- Fünf Orchesterstücke (1938–1940), Leipzig 1961
- Scherzo für Solovioline und Orchester (1938), Manuskript
- Thema mit Variationen (Der lange Marsch) (1938), Manuskript
- Kammersymphonie (1940), Berlin 1968, 1950 bei den Weltmusiktagen der Internationalen Gesellschaft für Neue Musik (ISCM World Music Days) in Brüssel aufgeführt[1][2]
- „Tage der Kommune“-Suite (1957), Manuskript
- „Sturm“-Suite (1957), Berlin 1964
- „Winterschlacht“-Suite (1954–1959), Berlin 1961
- Leipziger Symphonie (Fragment) (1959–1962)

#### Kammermusik
- Scherzo für Streichtrio (1920), Leipzig 1999
- Divertimento für Bläserquintett op. 4 (1923), Wien 1983
- Duo für Violine und Violoncello op. 7,1 (1924), Wien 1925, 1925 bei den Weltmusiktagen der Internationalen Gesellschaft für Neue Musik (ISCM World Music Days) in Venedig uraufgeführt[1][2]
- Sonate für Flöte, Oboe und Harfe (1935), Leipzig 1976
- Präludium und Fuge über B-A-C-H für Streichtrio op. 46 (1934–1936). In: Musica Viva 1, 1936, H. 2, Beil.; Leipzig 1973
- Sonate (Reisesonate) für Violine und Klavier (1937), Leipzig 1959
- Streichquartett (1938), Leipzig 1961
- Nonett Nr. 1 (Variationen) für Flöte, Klarinette, Fagott, Horn und Streichquintett (1939), Leipzig 1962
- Nonett Nr. 2 für Flöte, Klarinette, Fagott, Trompete, Schlagzeug, 3 Violinen und Kontrabass (1941), Berlin 1965
- Vierzehn Arten den Regen zu beschreiben, Quintett für Flöte, Klarinette, Violine/Viola, Violoncello und Klavier op. 70 (1941), Leipzig 1960
- Septett Nr. 1 (Variationen über amerikanische Kinderlieder) für Flöte, Klarinette, Fagott und Streichquartett (1949–1947), Berlin 1957
- Septett Nr. 2 (Circus) für Flöte, Klarinette, Fagott, 2 Violinen, Viola und Violoncello (1947), Berlin 1958

#### Klaviermusik
- 5 Klavierstücke (1918–1922), Manuskript
- 1. Sonate für Klavier op. 1 (1923), Wien 1924
- Klavierstücke op. 3 (1923), Wien 1926
- 2. Sonate für Klavier in Form von Variationen op. 6 (1924), Leipzig 1960
- Klavierstücke op. 8 (1925), Leipzig 1958
- Kleine Musik zum Abreagieren sentimentaler Stimmungen (1930), Manuskript
- Klavierstücke für Kinder op. 31 (1932), Paris 1934; München 1935; Leipzig 1958
- 7 Klavierstücke op. 32 (1932), Paris 1934; München 1935; Leipzig 1952
- Sonatine (Gradus ad parnassum) op. 44 (1934), Leipzig 1958
- Variationen für Klavier (1941), Leipzig 1959
- 3. Sonate für Klavier (1943), Leipzig 1960
- 3 Fugen für Klavier (1946), Manuskript
- Improvisation (Für Ernst Bloch in Freundschaft zum 70. Geburtstag) (1955), Manuskript

### E. Bearbeitungen fremder Werke
- A. Bruckner: Symphonie Nr. 7, 1. und 3. Satz, bearbeitet für Klarinette, Horn, Harmonium, Klavier, 2 Violinen, Viola, Violoncello und Kontrabass (1920), Manuskript
- A. Schönberg: Natur op. 8,1, bearbeitet für Kammerorchester (1921), Manuskript
- R. Leoncavallo: Pagliacci, eingerichtet für die Verfilmung durch Karl Grüne (1936)
- R. Goguel: Die Moorsoldaten (Johann Esser / Wolfgang Langhoff), bearbeitet für 2-stimmigen Gesang und Klavier (1935), München 1937
- P. Degeyter: Die Internationale, bearbeitet für Blasorchester (1949), Berlin 1949
- L. van Beethoven: Fidelio, eingerichtet für die Verfilmung durch Walter Felsenstein (1955)
- C. Millöcker: Gasparone, eingerichtet für die Verfilmung durch Karl Paryla (1954–1956)

### F. Schriften (Auswahl)
- Arnold Schönberg, der musikalische Reaktionär. In: Arnold Schönberg zum fünfzigsten Geburtstage, Sonderheft der Musikblätter des Anbruch 6, 1924, S. 312f. (EGW 3/1)
- Von alter und neuer Musik. In: Musik und Gegenwart. Eine Flugblätterfolge 3, [1925] (EGW 3/1)
- Ludwig van Beethoven. Zu seinem 100. Todestage am 26. März. In: Die Rote Fahne 10, 22. März 1927 (EGW 3/1), 11
- Musik und Musikverständnis. In: Die Rote Fahne 10, 16. Nov. 1927 (EGW 3/1)
- Die neue Religiosität in der Musik. In: Die Rote Fahne 11, 22. Jan. 1928 (EGW 3/1)
- Vom bürgerlichen Konzertbetrieb. In: Die Rote Fahne 11, 15. Apr. 1928 (EGW 3/1)
- Relative Stabilisierung der Musik. Zu P. Hindemiths „Cardillac“ in der Krolloper. In: Die Rote Fahne 11, 3. Juli 1928 (EGW 3/1)
- Zur Situation der modernen Musik. Manuskript (EGW 3/1)
- Zeitungskritik. In: Melos 8, 1929, S. 111–116 (EGW 3/1)
- Fortschritte in der Arbeitermusikbewegung. In: Kampfmusik 1, 1931, H. 4, 2 (EGW 3/1)
- Die Erbauer einer neuen Musikkultur (1931), Manuskript (EGW 3/1)
- Einige Ratschläge zur Einstudierung der Maßnahme. In: Kampfmusik 2, 1932, H. 3, 6 (EGW 3/1)
- Unsere Kampfmusik. In: Illustrierte Rote Post 2, 1932, H. 11 (EGW 3/1)
- Hochofen-Musik. Tonfilmarbeit in der Sowjet-Union. In: Illustrierte Rote Post 2, 1932, H. 15, 8 (Beil.) (EGW 3/1)
- Zur Krise der bürgerlichen Musik (1932). Manuskript (EGW 3/1)
- History of the German Worker’s Music Movement from 1848. In: Music Vanguard, 1935, März/April, S. 33–48 (EGW 3/1)
- Einiges über das Verhalten der Arbeitersänger und -musiker in Deutschland (1935). Manuskript (EGW 3/1)
- Bericht über die Entstehung eines Arbeiterliedes (1935). Manuskript (EGW 3/1)
- Musikalische Reise durch Amerika (1935). Manuskript (EGW 3/1)
- Musik und Musikpolitik im faschistischen Deutschland (1935). Manuskript (EGW 3/1)
- Nekolik slov o prokroru v hudbe (Einiges über den Fortschritt in der Musik). In: Rytmus 3, 1937, H. 3, S. 26f. (dt. Fassung in: EGW 3/1)
- Avantgarde-Kunst und Volksfront (zusammen mit E. Bloch). In: Die neue Weltbühne 23, 1937, S. 1568–1573 (EGW 3/1)
- Die Kunst zu erben (zusammen mit E. Bloch). In: Die neue Weltbühne 24, 1938, S. 13–18 (EGW 3/1)
- Labor, Labor Movement and Music. Speech to the International Ladies’ Garment Workers Union (1938). Manuskript (EGW 3/1)
- Lectures on the Social History of Music. Music as Human Expression (1938/39). Manuskript (EGW 3/3)
- Composing for the Films (zusammen mit Th. W. Adorno), New York 1947; dt. Komposition für den Film. Berlin 1949 (EGW 3/4)
- Gesellschaftliche Grundfragen der modernen Musik (1948). Manuskript (EGW 3/2)
- Wie ich Nestroy verstehe. Über die Musik zu „Höllenangst“. In: Österreichisches Tagebuch 3, 1948, H. 18, S. 15
- Einiges über das Verhältnis von Text und Musik (Notizen zu einem Hegelseminar) (1950). Manuskript (EGW 3/2)
- Notizen zu „Dr. Faustus“ (1951). Manuskript (EGW 3/2)
- Brief nach Westdeutschland. In: Sinn und Form 3, 1951, H. 6, S. 14–24
- Was kann der Opernkomponist von Richard Wagner lernen? (1952). Theater der Zeit 1, 1959, S. 11 (EGW 3/2)
- Arnold Schönberg. In: Sinn und Form 7, 1955, S. 5–15 (EGW 3/2)
- Bertolt Brecht und die Musik. In: Sinn und Form 9, 1957, 2. Sonderheft Bertolt Brecht, S. 439–441
- Über die Dummheit in der Musik. In: Sinn und Form 10, 1958, S. 442–445, 541–545, 763–766 (EGW 3/2)
- Mozart (Notizen eines Komponisten). In: Programmheft der Deutschen Staatsoper Berlin, 30. Jan. 1959, S. 3–7 (EGW 3/2)
- Inhalt und Form. In: Musik und Gesellschaft 12, 1962, S. 541–546 (EGW 3/2)

## Gesamtausgaben
Ein vollständiges und thematisches Verzeichnis der Werke Eislers liegt momentan (2020) nicht vor. Der Nachlass liegt im Hanns-Eisler-Archiv der Akademie der Künste Berlin.
Bislang gab es drei Ansätze zu einer Gesamtausgabe seiner Werke:
- [LK] – Lieder und Kantaten. Ab 1954 arbeitete Hanns Eisler gemeinsam mit den Lektoren des Leipziger Verlags Breitkopf & Härtel an einer zehnbändigen Ausgabe eines Teiles seines Vokalschaffens[4]. Der erste Band erschien 1955, der letzte 1966.
- [EGW] – Hanns Eisler Gesammelte Werke. Von 1968 bis 1983, begründet von N.Notowicz, hrsg. von Stephanie Eisler und München Grabs im Auftrag der Akademie der Künste der DDR, Leipzig erschienen 9 Bände (hauptsächlich Schriften) in den Reihen:
  - I. Vokalmusik
  - II. Instrumentalmusik
  - III. Schriften und Dokumente
- [HEGA] – Hanns Eisler Gesamtausgabe. Seit 1996 arbeitet die Internationale Hanns Eisler Gesellschaft an einer Hanns Eisler Gesamtausgabe (HEGA), herausgegeben von der Internationalen Hanns Eisler Gesellschaft im Zusammenwirken mit Stephanie Eisler (†) und dem Archiv der Akademie der Künste Berlin[5]; publiziert bei Breitkopf & Härtel.[6]

## Hanns Eisler Gesamtausgabe(HEGA) 1996 – voraussichtlich 2024
Sie soll in 9 Serien (Stand 2022) mit folgenden Bänden erscheinen:
Serie I: Chormusik
- 1 Deutsche Symphonie
- 2 Oratorische Werke I
  - Von der Armut und vom Tode
  - Tempo der Zeit op. 16
  - Kalifornische Ballade op. 47
- 3 Oratorische Werke II
  - Lenin (Requiem)
  - Mitte des Jahrhunderts
  - Bilder aus der „Kriegsfibel“
- 4 Die Mutter, konzertante Fassungen
- 5 A-cappella-Chöre 1925–1932
- 6 A-cappella-Chöre 1935–1962
- 7 Musik für Chor und Klavier oder Ensemble
- 8 Musik für Chor und Orchester

Serie II: Musik für Singstimme und Ensemble oder Orchester
- 1 Musik für Singstimme und Ensemble 1918–1932
- 2 Musik für Singstimme und Ensemble 1933–1938
- 3 Musik für Singstimme und Ensemble 1949–1961
- 4 Musik für Singstimme und Orchester

Serie III: Musik für Singstimme und Klavier
- 1 Lieder für Singstimme und Klavier 1917–1921
- 2 Lieder für Singstimme und Klavier 1922–1932
- 3 Lieder für Singstimme und Klavier 1933–1937
- 4 Lieder für Singstimme und Klavier 1938–1947
- 5 Lieder für Singstimme und Klavier 1949–1956
- 6 Lieder für Singstimme und Klavier 1957–1962

Serie IV: Instrumentalmusik
- 1 Orchestermusik
  - Kleine Sinfonie op. 29
  - Scherzo mit Solovioline
  - Fünf Orchesterstücke
  - Thema mit Variationen (Der lange Marsch)
- 2 Orchestersuiten I
  - Suite für Orchester Nr. 1 op. 23
  - Suite für Orchester Nr. 2 op. 24 („Niemandsland“)
- 3 Orchestersuiten II
  - Suite für Orchester Nr. 3 op. 26 („Kuhle Wampe“)
  - Suite für Orchester Nr. 4 op. 30 („Pesn’ o gerojach“)
- 4 Orchestersuiten III
  - Suite für Orchester Nr. 5 op. 34 („Dans les rues“)
  - Suite für Orchester Nr. 6 op. 40 („Le grand jeu“)
- 5 Orchestersuiten IV
  - Berliner Suite
  - Puntila-Suite
  - „Tage der Kommune“-Suite
  - Sturm-Suite
  - Winterschlacht-Suite
- 6 Kammersymphonie
- 7 Nonette
- 8 Septette
- 9 Kammermusik
  - Scherzo für Streichtrio
  - Divertimento für Bläserquintett op. 4
  - Duo für Violine und Violoncello op. 7 Nr. 1
  - Präludium und Fuge über B-A-C-H für Streichtrio op. 46
  - Sonatensatz für Flöte, Oboe und Harfe op. 49
  - Sonate für Violine und Klavier
  - Streichquartett
  - Vierzehn Arten den Regen zu beschreiben
  - Moment Musical (für Klarinette)
- 10 Klaviermusik I – Sonaten und Variationen
  - Sonate für Klavier op. 1
  - Zweite Sonate für Klavier (in Form von Variationen) op. 6
  - Variationen für Klavier
  - Dritte Sonate für Klavier
- 11 Klaviermusik II – Klavierstücke

Serie V: Bühnenmusik
- 1 Die Maßnahme
- 2 Die Mutter
- 3 Die Rundköpfe und die Spitzköpfe
- 4 Leben des Galilei
- 5 Höllenangst
- 6 Schweyk im Zweiten Weltkrieg
- 7–10 weitere Bühnenmusik

Serie VI: Filmmusik
- 1 Opus III / Niemandsland – und frühe Filmmusikfragmente
- 2 Kuhle Wampe / Pesn’ o gerojach / Nieuwe Gronden
- 3 Dans les rues / Le grand jeu
- 4 Abdul the Damned / Pagliacci
- 5 The 400 Million
- 6 Pete Roleum and His Cousins
- 7 The Living Land / White Flood
- 8 The Forgotten Village
- 9 A Child Went Forth / Regen / The Circus
- 10 The Grapes of Wrath / Hangmen Also Die
- 11 None but the Lonely Heart
- 12 Jealousy
- 13 The Spanish Main
- 14 Deadline at Dawn
- 15 A Scandal in Paris
- 16 The Woman on the Beach
- 17 So Well Remembered
- 18 Křížová trojka
- 19 Unser täglich Brot / Rat der Götter
- 20 Wilhelm Pieck / und weitere DEFA-Filme
- 21 Schicksal am Lenkrad / Bel Ami
- 22 Herr Puntila und sein Knecht Matti
- 23 Nuit et brouillard
- 24 Die Hexen von Salem / Geschwader Fledermaus / Das verlorene Gesicht
- 25 Trübe Wasser / Sequenzen aus Aktion J / Esther / Unbändiges Spanien

Serie VII: Skizzen und Fragmente
- Bandzahl noch unbestimmt

Serie VIII: Bearbeitungen fremder Werke
- 2 Bände – unter anderem mit den Bearbeitungen für den Verein für musikalische Privataufführungen

Serie IX: Schriften
- 1.1 Gesammelte Schriften, 1921–1935
- 1.2 Gesammelte Schriften, 1935–1948
- 1.3 Gesammelte Schriften, 1948–1953
- 1.4 Gesammelte Schriften, 1953–1962
- 2 Komposition für den Film
- 3.1 Johann Faustus 1
- 3.2 Johann Faustus 2
- 4.1 Briefe, 1907–1943
- 4.2 Briefe, 1944–1951
- 4.3 Briefe, 1952–1956
- 4.4 Briefe, 1957–1962
- 5.1 Gespräche mit Hans Bunge
- 5.2 Gespräche mit Nathan Notowicz und anderen

## Lieder und Kantaten(LK) 1955–1966
- Band 1/2: 145 Lieder und Balladen (Gesang und Klavier)
- Band 3: Sieben Teile aus der Deutschen Sinfonie sowie das Lenin-Requiem (Partitur), Gegen den Krieg (gemischter Chorsatz a cappella)
- Band 4: 16 Lieder und Balladen (Gesang, Klavier), die Partitur für Die Teppichweber von Kujan-Bulak und die Bühnenmusik zu Leben des Galilei (Klavierauszug).
- Band 5: 30 Lieder, Balladen und Chöre (Gesang, kleines Orchester), Bühnenmusik und Lieder zu Die Gesichte der Simone Marchard (Partitur)
- Band 6: Woodbury-Liederbüchlein, Bühnenmusik und Lieder zu Die Tage der Commune, Furcht und Elend des dritten Reiches, Katzgraben (1956, Text: Erwin Strittmatter), sechs weitere Lieder und Balladen, Palmström.
- Band 7: Bühnenmusik zu Die Mutter (Partitur)
- Band 8: Bühnenmusik zu Schwejk im zweiten Weltkrieg (Partitur)
- Band 9: 37 Lieder nach Texten von Kurt Tucholsky, Gesang und Klavier sowie kleines Orchester.
- Band 10: Ernste Gesänge, Bilder aus der «Kriegsfibel» sowie Lied über den Frieden (Partitur).

### Band 1 – 75 Lieder und Balladen (Gesang und Klavier)
1. Die Ballade vom Wasserrad (Bertolt Brecht)
2. Lob des Sozialismus (Bertolt Brecht)
3. „Anmut sparet nicht noch Mühe“ (Bertolt Brecht)
4. An die Hoffnung (Hölderlin-Fragment)
5. Lob des Lernens (Bertolt Brecht)
6. An eine Stadt (Hölderlin-Fragment)
7. Ulm 1592 (Bertolt Brecht)
8. Ostersonntag (Bertolt Brecht)
9. Speisekammer 1942 (Bertolt Brecht)
10. Frühling (Bertolt Brecht)
11. Hotelzimmer 1942 (Bertolt Brecht)
12. Elegie 1943 (Hölderlin-Fragment)
13. „Der Nordost weht“ (Hölderlin-Fragment)
14. Vom Sprengen des Gartens (Bertolt Brecht)
15. Die Heimkehr (Bertolt Brecht)
16. Hollywood (Bertolt Brecht)
17. „Man lebt von einem Tage zu dem anderen“ Kantate im Exil
18. Die Heimat (Nach Hölderlin)
19. Die Gott-sei-bei-uns-Kantate (Bertolt Brecht)
20. Bettellied
21. In der Frühe (Anakreon-Fragment, übers. von Ed. Mörike)
22. Die Landschaft des Exils (Bertolt Brecht)
23. Winterspruch
24. In den Weiden
25. Es geht eine dunkle Wolk’ herein (Text aus dem Dreißigjährigen Krieg)
26. Kriegslied eines Kindes
27. Der Feldprediger (Schweyk von J. Hašek)
28. Frühlingsrede an einen Baum im Hinterhof
29. Erinnerung (Hölderlin-Fragment)
30. Auf der Flucht (Bertolt Brecht)
31. Der Sohn (Bertolt Brecht)
32. Spartakus 1919
33. Deutsches Lied 1937: „Marie weine nicht“ (Bertolt Brecht)
34. Der Zweck der Musik (Lateinischer Spruch)
35. Ballade vom Soldaten (Bertolt Brecht)
36. Sonett über Goethes Gedicht: „Der Gott und die Bajadere“ (Bertolt Brecht)
37. Sonett über Schillers Gedicht: „Die Bürgschaft“ (Bertolt Brecht)
38. An den Schlaf (Ed. Mörike)
39. Spruch 1939 (Bertolt Brecht)
40. Vier Wiegenlieder: „Als ich dich in meinem Leib trug“ (Bertolt Brecht)
41. Vier Wiegenlieder: „Als ich dich gebar“ (Bertolt Brecht)
42. Vier Wiegenlieder: „Ich hab dich ausgetragen“(Bertolt Brecht)
43. Vier Wiegenlieder: „Mein Sohn, was immer aus dir werde“ (Bertolt Brecht)
44. An den kleinen Radioapparat
45. Lied von der Suppe (Bertolt Brecht)
46. Der zerrissene Rock (Bertolt Brecht)
47. Shakespeares Sonett Nr. 66
48. „Sklave, wer wird dich befreien?“ (Bertolt Brecht)
49. Elegie 1939 (Bertolt Brecht)
50. Grabrede über einen Genossen, der an die Wand gestellt wurde (Bertolt Brecht)
51. Über die Dauer des Exils: „Schlage keinen Nagel in die Wand“ (Bertolt Brecht)
52. Über die Dauer des Exils: „Sieh den Nagel in der Wand“ (Bertolt Brecht)
53. Zufluchtsstätte (Bertolt Brecht)
54. Lied von der belebenden Wirkung des Geldes (Bertolt Brecht)
55. An den Tod (Matth. Claudius)
56. Das Alter (Japanisch)
57. Die Zuchthauskantate
58. „In Sturmesnacht“ (Bertolt Brecht)
59. Hammer und Sichel (Bertolt Brecht)
60. „Dir auch wurde Sehnsucht nach der Heimat tödlich“ (Anakreon-Fragment, übers. von Ed. Mörike)
61. Die Weißbrot-Kantate (Nach einer italienischen Bauernlegende)
62. Das deutsche Miserere (Bertolt Brecht)
63. Lied der Werktätigen (Steph. Hermlin)
64. Der Kirschdieb
65. Die Panzerschlacht
66. Der Mensch
67. Das Einheitsfrontlied (Bertolt Brecht)
68. Ballade von den Baumwollpflückern (Br. Traven)
69. Die Welt verändern wir (Johannes R. Becher)
70. Wenn Arbeiter und Bauern (Johannes R. Becher)
71. Zwei Elegien: „In die Städte kam ich“ (Bertolt Brecht)
72. Zwei Elegien: „Ihr, die ihr auftauchen werdet“ (Bertolt Brecht)
73. Lob der Dialektik (Bertolt Brecht)
74. Von der Freundlichkeit der Welt (Bertolt Brecht)
75. Deutschland (Johannes R. Becher)

Anmerkung:
Das Lied von der Suppe lautet bei Brecht: Lied vom Ausweg, Der zerrissene Rock hat bei Bertolt Brecht die Überschrift Lied vom Flicken und vom Rock.

### Band 2 - 70 Lieder und Balladen (Gesang und Klavier)
1. Lenin-Zitat Für Schulkinder
2. Ändere die Welt, sie braucht es (Bertolt Brecht)
3. Horatios Monolog (Shakespeare)
4. Kantate auf den Tod eines Genossen
5. Ardens sed virens (Bertolt Brecht)
6. Bankenlied (J. B. Clément)
7. Gesang der Reiskahnschlepper
8. O Fallada, da du hangest Ein Pferd beklagt sich (Bertolt Brecht)
9. Streiklied
10. Ballade von der Judenhure Marie Sanders (Bertolt Brecht)
11. „Und es sind die finstern Zeiten“ (Bertolt Brecht)
12. Lied des Händlers Angebot und Nachfrage (Bertolt Brecht)
13. Mutter Beimlein (Bertolt Brecht)
14. Glückliche Fahrt (Goethe)
15. Wir sind der Abschaum der Welt
16. Printemps allemand (Karl Kraus)
17. Wie der Wind weht (Bertolt Brecht)
18. Lied einer deutschen Mutter (Bertolt Brecht)
19. Sieben Lieder über die Liebe: I. Lied eines Freudenmädchens (Bertolt Brecht)
20. Sieben Lieder über die Liebe: II. „Von Wolkenstreifen leicht befangen“ (Goethe-Fragment)
21. Sieben Lieder über die Liebe: III. Heiratsannonce (Liebeslied eines Kleinbürgermädchens)
22. Sieben Lieder über die Liebe: IV. Verfehlte Liebe (Heinrich Heine)
23. Sieben Lieder über die Liebe: V. Heiratsannonce (Liebeslied eines Grundbesitzers)
24. Sieben Lieder über die Liebe: VI. Lied der Kupplerin
25. Sieben Lieder über die Liebe: VII. „Und endlich“ (Peter Altenberg)
26. Mariechen
27. Kinderlied aus dem Wedding
28. Mutter und Vater (Aus einer Enquête)
29. Der Tod (Aus einer Enquête)
30. Die Sünde (Aus einer Enquête)
31. Im Blumengarten (Bertolt Brecht)
32. L'automne prussien Die Buckow-Kantate (Bertolt Brecht)
33. Die haltbare Graugans (Bertolt Brecht)
34. Faustus' Verzweiflung Monolog
35. Chanson allemande (B. Viertel)
36. Die Götter (Xenophanes)
37. Spruch (Bertolt Brecht)
38. Das Lied vom Glück (Kinderlied)
39. Lied von der Tünche (Bertolt Brecht)
40. Das „Vielleicht-Lied“ (Bertolt Brecht)
41. Duett (Bertolt Brecht)
42. Die Ballade vom Knopfwurf (Bertolt Brecht)
43. Lob der USSR
44. Spanisches Liedchen 1937 (Bertolt Brecht)
45. Der Räuber und sein Knecht (Bertolt Brecht)
46. Kavatine der Isabella (Bertolt Brecht)
47. Solidaritätslied (Bertolt Brecht)
48. Später Triumph (Anakreontisches Fragment)
49. Geselligkeit betreffend (Anakreontisches Fragment)
50. Zwei Lieder nach Worten von Blaise Pascal: I
51. Zwei Lieder nach Worten von Blaise Pascal: II
52. Gedenktafel für 4000 Soldaten, die im Krieg gegen Norwegen versenkt wurden (Bertolt Brecht)
53. Die Mutter (Bertolt Brecht)
54. Die Flucht (Bertolt Brecht)
55. Hollywood-Elegien: I. Unter den grünen Pfefferbäumen
56. Hollywood-Elegien: II. Die Stadt ist nach den Engeln genannt
57. Hollywood-Elegien: III. Jeden Morgen mein Brot zu verdienen
58. Hollywood-Elegien: IV. In den Hügeln wird Gold gefunden
59. Hollywood-Elegien: V. Über die vier Städte kreisen
60. Hollywood-Elegien: VI. I saw many friends
61. Kriegskantate
62. Die Spaziergänge Ballade aus dem Tonfilm „Kuhle Wampe“ (Bertolt Brecht)
63. Die Maske des Bösen (Bertolt Brecht)
64. Lenin / „Er rührte an den Schlaf der Welt“
65. Die Ballade von der Billigung der Welt (Bertolt Brecht)
66. Lob der illegalen Arbeit (Bertolt Brecht)
67. Über den Selbstmord (Bertolt Brecht)
68. „Und ich werde nicht mehr sehen“ (Bertolt Brecht)
69. Die Unwürde des Alterns (Anakreontisches Fragment)
70. Wiener Lied

### Band 3 – Sieben Teile aus derDeutschen Sinfoniesowie dasLenin-Requiem (Partitur),Gegen den Krieg(gemischter Chorsatz a cappella)
1. Präludium (Bertolt Brecht)
2. An die Kämpfer in den Konzentrationslagern (Bertolt Brecht)
3. Potsdam (Bertolt Brecht)
4. In Sonnenburg (Bertolt Brecht)
5. Begräbnis des Hetzers im Zinksarg (Bertolt Brecht)
6. Bauernkantate (H. Eisler)
7. Das Lied vom Klassenfeind (Bertolt Brecht)
8. Lenin (Bertolt Brecht)
9. Gegen den Krieg (Bertolt Brecht)

Die Stücke eins bis sieben sind dem Werk „Deutsche Symphonie“ entnommen.

### Band 4 – 16 Lieder und Balladen (Gesang, Klavier), die Partitur fürDie Teppichweber von Kujan-Bulakund die Bühnenmusik zuLeben des Galilei(Klavierauszug)
1. Das Vorbild (nach Worten von Goethe)
2. Legende von der Entstehung des Buches Taoteking (Bertolt Brecht)
3. Steh’ auf! (Bertolt Brecht)
4. Wie die Krähe (Bertolt Brecht)
5. Im Gefängnis zu singen (Bertolt Brecht)
6. Lied über die Gerechtigkeit (W. Fischer)
7. Das Lied vom kriegerischen Lehrer (Bertolt Brecht)
8. Die römische Kantate
9. Die den Mund auf hatten (Bertolt Brecht)
10. Nein (Bertolt Brecht)
11. Kälbermarsch (Bertolt Brecht) 1942
12. Lied eines Großen (Bertolt Brecht)
13. Lied vom Trockenbrot (W. Mehring)
14. Lied der Mariken (Bertolt Brecht)
15. Friedenslied (Bertolt Brecht)
16. Die Pappel vom Karlsplatz (Bertolt Brecht)
17. Die Teppichweber von Kujan-Bulak (Bertolt Brecht)
18. Galileo (Bertolt Brecht)

### Band 5 – 30 Lieder, Balladen und Chöre (Gesang, kleines Orchester), Bühnenmusik und Lieder zuDie Gesichte der Simone Machard(Partitur)
1. Um meine Weisheit unbekümmert (Hölderlin-Fragment)
2. Der rote Wedding (Erich Weinert)
3. Linker Marsch (Majakowski)
4. Lied vom Subbotnik (Majakowski)
5. Marsch der Zeit (Majakowski)
6. Regimenter gehn (Majakowski)
7. Läuse-Lied (Peter Hacks)
8. Lied der Tankisten (Erich Weinert)
9. So schlafe nun, du Kleine (Matthias Claudius)
10. Erhebt euch, Freunde (Klabund)
11. Der Mond (Klabund)
12. Ich habe nie vermeint (Klabund)
13. Das Lied vom SA-Mann (Bertolt Brecht)
14. Wohltätigkeit (Kurt Tucholsky)
15. Lied der Bergarbeiter (Anna Gmeiner)
16. Ballade von den Säckeschmeißern (I. Arendt)
17. Ballade von der Krüppelgarde (David Weber)
18. Anrede an den Kran „Karl“ (Bertolt Brecht)
19. Ballade vom Baum und den Ästen (Bertolt Brecht)
20. Das Lied vom 7. Januar (Ludwig Renn)
21. Musik zu  „Die Gesichte der Simone Machard“ (Bertolt Brecht)
Erste Szene des Engels
Der zweite Traum
Dritter Gesang des Engels
Lied der Simone und Marsch
22. Vier Kinderlieder (Bertolt Brecht)
Am ersten Mai gehn Vater und Mutter
Kriegslied
Die Mutter liegt im Krankenhaus
Vom Kind, das sich nicht waschen wollte
23. Drei Männerchöre (Nach Heinrich Heine)
24. Vier Stücke für gemischten Chor
Vorspruch
Gesang der Besiegten
Naturbetrachtung
Kurfürstendamm
25. Auf den Straßen zu singen (David Weber)
26. Der Streikbrecher (Joe Hill)
27. An Stelle einer Grabrede (David Weber)
28. Ferner streiken: 50.000 Holzarbeiter (aus dem Amerikanischen)
29. Litanei vom Hauch (Bertolt Brecht)
30. Kohlen für Mike (Bertolt Brecht)
31. Die erfrorenen Soldaten (Karl Kraus)

### Band 7 – Bühnenmusik zu dem SchauspielDie Mutternach Maxim Gorki von Bertolt Brecht
1. Wie die Krähe
2. Das Lied von der Suppe
3. Der zerrissene Rock
4. Bericht vom 1. Mai
5. Lob des Kommunismus
6. Lob des Lernens
7. Lob eines Revolutionärs
8. Im Gefängnis zu singen
9. Lob der Wlassowas
10. Lob der dritten Sache
11. Grabrede
12. Steh auf!
13. Lob der Dialektik

Anmerkung:
Nr.2 Das Lied von der Suppe lautet bei Brecht: Lied vom Ausweg, Nr. 3 Der zerrissene Rock hat bei Bertolt Brecht die Überschrift Lied vom Flicken und vom Rock. Darüber hinaus hat Eisler bei der Vertonung verschiedentlich geringfügige Textänderungen vorgenommen.

### Band 8 – Bühnenmusik zuSchwejk im zweiten Weltkriegvon Bertolt Brecht
1. Erste Szene In den höheren Regionen
2. Das Lied vom Weib des Nazisoldaten
3. Intermezzo: Schweyks Rückkehr von der Gestapo
4. Das Lied vom kleinen Wind
5. Schwarzer Rettich
6. Zweite Szene In den höheren Regionen
7. Heinrich schlief bei seiner Neuvermählten
8. Intermezzo
9. Beseda-Polka
10. Lied der Anna
11. Lied von der Moldau
12. Vorspiel zur dritten Szene In den höheren Regionen
13. Dritte Szene In den höheren Regionen
14. Bei der Kanone dort
15. Kälbermarsch
16. Intermezzo
16a Überleitung
17. Als wir nach Jaromersch zogen
18. Lied vom Kelch
19. Deutsches Miserere
20. Schweyks Abgesang
21. Schlußgesang

- Anhang
Zwischenspiel A, B und C.

### Band 9 – Lieder nach Texten von Kurt Tucholsky, Gesang und Klavier sowie kleines Orchester
1. Feldfrüchte
2. In Weißensee
3. Wenn die Igel in der Abendstunde
4. Einkäufe
5. Immer raus mit der Mutter
6. Olle Kamellen
7. Der schlimmste Feind
8. Sehnsucht nach der Sehnsucht
9. Das Lied vom Kompromiß
10. Die freie Wirtschaft
11. Rückkehr zur Natur
12. Nach der Schlacht
13. Rosen auf den Weg gestreut
14. Revolutionsrückblick
15. Die Unentwegten
16. Sommerlied
17. Marburger Studentenlied
18. Die weinenden Hohenzollern
19. Mutterns Hände
20. Heute zwischen gestern und morgen
21. Der Priem
22. Merkt ihr nischt?
23. Ruhe und Ordnung
24. Vor acht Jahren
25. Die Mäuler auf
26. Das alte Vertikow
27. Frohe Erwartung
28. Einigkeit und Recht und Freiheit
29. Der Smokingmann
30. Ideal und Wirklichkeit
31. Zuckerbrot und Peitsche
32. Couplet für die Bierabteilung
33. Gebet für die Gefangenen
34. Deutsches Lied
35. Weihnachten 1918
36. Sozialdemokratischer Parteitag
37. Der Graben
38. (37a) Der Graben (neue Fassung)

### Band 10 –Ernste Gesänge,Bilder aus der „Kriegsfibel“sowieLied über den Frieden(Partitur)
Ernste Gesänge

Vorspiel und Spruch (Friedrich Hölderlin)
1. Asyl (Friedrich Hölderlin)
2. Traurigkeit (Chanson allemande) (Berthold Viertel)
3. Verzweiflung (Giacomo Leopardi)
4. An die Hoffnung (Friedrich Hölderlin)
5. XX. Parteitag (nach Helmut Richter)
6. Komm ins Offene, Freund! (Friedrich Hölderlin)
7. Epilog (Stephan Hermlin)

Bilder aus der Kriegsfibel (Bertolt Brecht)

Introduktion: Seht unsre Söhne
1. Die Glocken läuten
2. Noch bin ich eine Stadt
3. Es war die Zeit
4. Such nicht mehr, Frau
5. Das sind sechs Mörder
6. Ihr Brüder, hier im fernen Kaukasus
7. Wir hörten auf der Schulbank
8. Nicht Städte mehr
9. Doch, als wir vor das rote Moskau kamen
10. Seht diese Hüte von Besiegten
11. Ihr in den Tanks und Bombern
12. Das sind die Städte
13. Ich hör die Herrn in Downingstreet
14. Epilog: Vergeßt nicht

Lied über den Frieden (Ernst Fischer)

Vorspiel und Gesang Es lächelt der See aus der Bühnenmusik zu Schillers Wilhelm Tell

## Kompositionen (Auswahl) chronologisch
- 1918: Gesang des Abgeschiedenen; Die Mausefalle (nach Christian Morgenstern); Wenn es nur einmal so ganz still wäre (nach Rainer Maria Rilke)
- 1919 3 Lieder (Li-Tai-Pe, Klabund); Sehr leises Gehn im lauen Wind
- 1922 Allegro moderato und Walzer; Allegretto und Andante für Klavier
- 1923 Divertimento; 4 Klavierstücke;
- 1925 8 Klavierstücke
- 1926 Tagebuch des Hanns Eisler; 11 Zeitungsausschnitte, 10 Lieder; 3 Männerchöre (nach Heinrich Heine)
- 1928 Drum sag der SPD ade; Lied der roten Matrosen (mit Erich Weinert); Pantomime (mit Béla Balázs); Kumpellied; Roter Matrosensong; Couplet vom Zeitfreiwilligen; Zeitungssohn; Auch ein Schumacher (verschiedene Dichter); Was möchst du nicht (Des Knaben Wunderhorn); Wir sind das rote Sprachrohr,
- 1929 op. 16 Tempo der Zeit f. Chor und kl. Orchester; 6 Lieder (nach Weinert, Weber, Jahnke and Vallentin); Lied der Werktätigen (mit Stephan Hermlin),
- 1930 op. 20 Die Maßnahme, (Lehrstück, B. Brecht); 6 Balladen (nach Weber, Brecht, Walter Mehring); 4 Balladen (B. Traven, Kurt Tucholsky, Wiesner-Gmeyner, Arendt); Suite Nr.1,
- 1931 Lied der roten Flieger (nach Kirsanow), 4 songs (nach Frank, Weinert) f. d. Film Niemandsland; 3 Songs im Rahmen des Films Kuhle Wampe oder: Wem gehört die Welt? (Regie: Slatan Dudow, Drehbuch: Brecht); Ballade von den Seeräubern, Lied der Mariken, 4 Balladen (mit Bertolt Brecht); Suite Nr..2; 3 Songs nach Erich Weinert; Das Lied vom vierten Mann; Streiklied; Suite Nr. 3;
- 1932 Ballade vom Weib und dem Soldaten (mit Brecht); Lied vom Ural (nach Tretjakow); 7 Klavierstücke; Kleine Sinfonie
- 1934 Einheitsfrontlied; Saarlied, Lied gegen den Krieg, Songs f. „Die Rundköpfe und die Spitzköpfe“; Sklave, wer wird dich befreien (mit Brecht); Kalifornische Ballade, 6 Stücke; Präludium und Fuge über BACH (Streichtrio); Spartakus 1919
- 1935 Die Mutter (mit Brecht), Sonate
- 1935 Lenin Requiem f. Stimme, Chor und Orchester; Deutsche Sinfonie, mit Bertolt Brecht
- 1937 Friedenssong. Marcha del 5o.mo Regimiento (nach Petere); Kammerkantaten; Ulm 1592; Bettellied (mit Brecht); Ballade von der Judenhure Marie Sanders[11]
- 1938 Kantate zu Herrn Meyers ersten Geburtstag; Streichquartett;
- 1939 Nonett Nr. 1
- 1940 Kammersinfonie; 14 Arten, den Regen zu beschreiben (Arnold Schönberg zum 70. Geburtstag)
- 1940/41 Filmmusik zu „The Forgotten Village“ von Herbert Kline und John Steinbeck
- 1940/41 Nonett Nr. 2
- 1941 Woodburry-Liederbüchlein, 20 Lieder;
- 1942 Hollywood-Elegien (mit Bert Brecht)
- 1943 Lieder zu „Schweyk im Zweiten Weltkrieg“; Deutsches Miserere (mit Brecht)
- 1946 Glückliche Fahrt (nach Johann Wolfgang von Goethe)
- 1948 Lied über die Gerechtigkeit (nach W. Fischer)
- 1949 Rhapsodie; Lied über den Frieden; Hymne der DDR (Text: Becher); Treffass;
- 1950 Mitte des Jahrhunderts (nach Becher); 4 Lieder zu Die Tage der Commune, Kinderlieder (mit Brecht),
- 1952 Das Lied vom Glück (Brecht); Das Vorbild (nach Johann Wolfgang von Goethe),
- 1955 Lieder zu „Herr Puntila und sein Knecht Matti“; Im Blumengarten; Die haltbare Graugans, 3 Lieder nach Brecht; Bel Ami;
- 1956 4 Szenen auf dem Lande (Text: Erwin Strittmatter); Kinderlieder nach Brecht; Fidelio (nach Beethoven)
- 1957 Bilder aus der Kriegsfibel; Die Teppichweber von Kujan-Bulak (mit Brecht); Lied der Tankisten (Text: Weinert); Regimenter gehn; Marsch der Zeit (Majakowski); 3 Lieder (Majakowski, Peter Hacks); Sputnik-Lied (Text: Kuba)
- 1958 Am 1. Mai (mit Brecht);
- 1962 Ernste Gesänge, 7 Lieder (nach Hölderlin, Viertel, Leopardi, Richter, Stephan Hermlin); Spanien